# Windows Phone 8
Windows Phone 8 és la segona generació de sistemes operatius mòbils de Microsoft Windows Phone. Va ser llançat el 29 d'octubre de 2012, i igual que el seu predecessor, té una interfície d'usuari plana basada en el llenguatge de disseny Metro. Va ser succeït per Windows Phone 8.1, que es va donar a conèixer el 2 d'abril de 2014.
Windows Phone 8 substitueix a l'arquitectura basada en Windows CE utilitzada a Windows Phone 7 pel nucli Windows NT trobat a Windows 8. Els dispositius Windows Phone 7 actuals no poden executar o actualitzar a Windows Phone 8 i les noves aplicacions compilades específicament per a Windows Phone 8 no estan disponibles per a dispositius Windows Phone 7. Els desenvolupadors poden fer que les seves aplicacions estiguin disponibles tant en els dispositius Windows Phone 7 com en Windows Phone 8 orientant-se a ambdues plataformes a través dels SDK adequats a Visual Studio
Els dispositius Windows Phone 8 estan fabricats per Microsoft Mobile (antigament Nokia), HTC, Samsung i Huawei.

## Història
El 20 de juny de 2012, Microsoft va donar a conèixer el Windows Phone 8 (amb nom en clau dApollo), és la segona generació del sistema operatiu Windows Phone per a la seva versió posterior a 2012. Windows Phone 8 substitueix la seva arquitectura basada anteriorment en Windows CE per un nucli basat en Windows NT i compartint molts components amb Windows 8, permetent als desenvolupadors accedir fàcilment a les aplicacions entre les dues plataformes.
Windows Phone 8 també permet dispositius amb pantalles més grans (les quatre mides confirmades són "resolucions WVGA 800×480 15:9", "WXGA 1280×768 15:9", "720p 1280×720 16:9", "1080p 1920x1080 16:9") i processadors multinúcli, NFC (que es pot utilitzar principalment per compartir contingut i realitzar pagaments), compatibilitat d'aplicacions de Windows Phone 7, millor suport per a l'emmagatzematge extraïble (que ara funciona de manera similar a com es gestiona aquest tipus d'emmagatzematge a Windows i Android), Una pantalla d'inici redissenyada que incorpora rajoles redimensionables a tota la pantalla, un nou centre de Cartera (per integrar pagaments NFC, llocs web de cupons com ara Groupon, i targetes de fidelització), i la integració "de primera classe" d'aplicacions VoIP a les funcions bàsiques del sistema operatiu. Addicionalment, Windows Phone 8 inclourà més funcions dirigides al mercat empresarial, com ara la gestió del dispositiu, encriptació amb BitLocker, i la possibilitat de crear una Botiga privada per distribuir aplicacions als empleats— són les funcions que esperen complir o superar a les capacitats empresarials de l'anterior plataforma Windows Mobile. Addicionalment, Windows Phone 8 admetrà actualitzacions a través de l'aire, i tots els dispositius Windows Phone 8 rebran suport de programari durant almenys 36 mesos després del seu llançament.
A l'interès de garantir que sigui llançat amb dispositius dissenyats per aprofitar les seves noves característiques, Windows Phone 8 no estarà disponible com una actualització per als dispositius Windows Phone 7 existents. En canvi, Microsoft va llançar Windows Phone 7.8 com una actualització per a dispositius Windows Phone 7, que porta algunes de les característiques, com ara la pantalla inicial redissenyada.
Per abordar alguns errors de programari amb Windows Phone 8 es va obligar Microsoft a retardar algunes millores empresarials, com ara el suport de VPN, fins a la publicació de Windows Phone 8.1 al 2014.

### Suport
El març de 2013, Microsoft va anunciar que les actualitzacions del sistema operatiu Windows Phone 8 estaran disponibles a partir del 8 de juliol de 2014. Microsoft va donar suport fins a 36 mesos i va anunciar que les actualitzacions del sistema operatiu Windows Phone 8 estarien disponibles fins al 12 de gener de 2016. Windows Phone 8 devices will be upgradeable to the next edition of Windows Phone 8.1.

## Característiques
Les següents característiques es van confirmar a Microsoft 'sneak peek' a Windows Phone el 20 de juny de 2012 i la presentació de Windows Phone 8 el 29 d'octubre de 2012:

### Nucli
Windows Phone 8 és el primer sistema operatiu mòbil de Microsoft que utilitzar el nucli Windows NT, que és el mateix nucli que executa Windows 8. El sistema operatiu afegeix un sistema de fitxers millorat, controladors, pila de xarxa, components de seguretat, mitjans de comunicació i suport gràfic. Amb el nucli NT, Windows Phone ara pot suportar CPUs multinucli de fins a 64 nuclis, així com resolucions de 1280×720 i 1280×768, a més de la resolució base 800×480 ja disponible a Windows Phone 7. A més, Windows Phone 8 també afegeix suport per a targetes MicroSD, que s'utilitzen habitualment per afegir un emmagatzematge addicional als telèfons. El suport per a pantalles 1080p es va afegir a l'octubre de 2013 amb l'actualització GDR3.
A causa del canvi al nucli NT, Windows Phone 8 també suporta xifratge Bitlocker natiu de 128 bits i Secure Boot. Windows Phone 8 també és compatible amb NTFS a causa d'aquest canvi.

### Web
Internet Explorer 10 és el navegador per defecte de Windows Phone 8 i controla les millores clau que també es troben a la versió d'escriptori. La interfície de navegació s'ha simplificat fins a un únic botó personalitzable (per defecte per aturar / actualitzar) i la barra d'adreces. Mentre que els usuaris poden canviar el botó al botó 'Enrere', no hi ha manera d'afegir un botó de 'Endavant'. Tanmateix, com que el navegador és compatible amb la navegació ràpida tant per endavant com cap enrere, això és un problema menor.

### Multitasca
A diferència del seu predecessor, Windows Phone 8 utilitza una veritable multitasca, que permet als desenvolupadors crear aplicacions que es poden executar en segon pla i reprendre-les a l'instant.
Un usuari pot canviar d'una tasca "activa" prement i mantenint premut el botó Enrere, però qualsevol aplicació enumerada pot ser suspesa o cancel·lada sota certes condicions, com ara establir una connexió de xarxa o baixa energia de la bateria. Una aplicació que s'executi en segon pla també es pot suspendre automàticament, si l'usuari no l'ha obert durant molt de temps.
L'usuari pot tancar les aplicacions obrint la vista multitasca i prement el botó "X" a la cantonada dreta de cada finestra de l'aplicació, una característica que s'ha afegit a la Update 3.

### Racó per a nens
Windows Phone 8 afegeix el Racó per a nens, que funciona com una mena de "mode de convidat". L'usuari tria quines aplicacions i jocs apareixen al Racó per a nens. Quan el Racó per a nens Corner està activat, es poden reproduir o accedir a aplicacions i jocs instal·lats al dispositiu sense haver de tocar les dades de l'usuari principal signat al telèfon de Windows.

### Sales
Les Sales són una característica afegida específicament per a missatges de grup i comunicació. Usant sales, els usuaris poden contactar i veure les actualitzacions de Facebook i Twitter només dels membres del grup. Els membres del grup també poden compartir missatges instantanis i fotos des de dins de la Sala. Aquests missatges només es compartiran amb els altres membres de la Sala. Microsoft will be removing this feature sometime during March 2015.

### Mode de conducció
Amb l'alliberament de Update 3 a finals de 2013, la vinculació d'un dispositiu Windows Phone 8 amb un cotxe a través de Bluetooth ara activa automàticament el "Mode de conducció", una interfície d'usuari especialment dissenyada per utilitzar un dispositiu mòbil durant la conducció.

### Sensor de dades
El Sensor de dades permet als usuaris establir límits d'ús de dades en funció del seu pla individual. El Senor de dades pot restringir les dades de fons quan l'usuari està a prop del límit establert (una icona de cor s'utilitza per notificar-li a l'usuari quan les tasques de fons s'aturaren automàticament). Although this feature was originally exclusive to Verizon phones in the United States, the GDR2 update released in July 2013 made Data Sense available to all Windows Phone 8 handsets.

### NFC i Cartera
Alguns dispositius Windows Phones executant Windows Phone 8 i la capacitat de tenir NFC, que permet la transferència de dades entre dos dispositius Windows Phone o entre un dispositiu Windows Phone i un ordinador o tauleta Windows 8 amb una característica anomenada "Toqueu i envia".
En alguns mercats, el suport de NFC a Windows Phone 8 també es pot utilitzar per dur a terme transaccions presencials mitjançant targetes de crèdit i dèbit emmagatzemades al telèfon a través de l'aplicació de Cartera. Els operadors poden activar la funció NFC mitjançant un maquinari SIM o un telèfon integrat. Orange serà el primer proveïdor de suport de NFC a Windows Phone 8. A més del suport de NFC per a les transaccions, Cartera també es pot utilitzar per emmagatzemar targetes de crèdit per comprar a la Windows Phone Store i altres compres integrades a les aplicacions (que també sigui una nova característica), es puguin utilitzar per emmagatzemar cupons i targetes de fidelització.

### Sincronització
La Windows Phone App succeeix a Zune Software com l'aplicació de sincronització per transferir música, vídeos, altres arxius multimèdia i documents d'Office entre Windows Phone 8 i ordinadors o tauletes amb Windows 8/Windows RT. Versions per a OS X i l'escriptori de Windows també estan disponibles. Els dispositius Windows Phone 7 no són compatibles amb la versió per a PC de l'aplicació, però funcionen amb la versió per a Mac. (Zune encara s'utilitza per sincronitzar Windows Phone 7 amb PC i, per tant, es pot descarregar des del lloc web de Windows Phone.)
A causa que Windows Phone 8 s'identifica com un dispositiu MTP, Windows Media Player i Windows Explorer es pot utilitzar per transferir música, vídeos i altres fitxers multimèdia a diferència de Windows Phone 7. Els vídeos transferits a un ordinador estan limitats a una mida màxima de 4 GB.

### Altres característiques
- Xbox SmartGlass permet controlar una Xbox 360 o Xbox One amb un telèfon (disponible per a Windows Phone, iOS i Android).
- Els serveis de Xbox Music + Video permeten la reproducció d'arxius d'àudio i vídeo a Windows Phone, així com compres de música. Les compres de vídeo es van posar a disposició amb l'alliberament d'una versió independent de Xbox Video a finals de 2013 que es pot descarregar des de Windows Phone Store.
- Suport de codi natiu (C++)
- Les notificacions són enviades per les aplicacions i els desenvolupadors d'aplicacions que utilitzen el Microsoft Push Notification Service.
- Portació simplificats de les aplicacions de Windows 8 a Windows Phone 8 (compatibilitat amb Windows 8 aplicacions "Metro")
- Gestió remota de dispositius Windows Phone similar a la gestió de PC amb Windows
- Integració de VoIP i de xat de vídeo per a qualsevol aplicació de xat de veu o de VoIP (s'integra al marcador del telèfon, centre de persones)
- Microprogramari a l'aire per a actualitzacions de Windows Phone
- Suport mínim de 36 mesos de les actualitzacions de Windows Phone als dispositius Windows Phone 8.
- L'aplicació de la càmera ara admet "lents", que permeten a tercers fer la pell i afegir funcions a la interfície de la càmera.
- S'afegeix la captura de pantalla nativa prement els botons d'Inici i apagar alhora.
- S'ha afegit suport per idioma hebreu per a Microsoft per introduir Windows Phone al mercat d'Israel[25]

## Especificacions del maquinari
| Especificacions mínimes dels dispositius Windows Phone 8                                                                                      |
| --- |
| Processador Qualcomm Snapdragon S4 de doble nucli o la sèrie Qualcomm Snapdragon 800 (a partir de la Update 3)                                |
| Mínim de 512 MB RAM Per a telèfons WVGA; Mínim 1 GB RAM per a 720p / WXGA / 1080p                                                             |
| Mínim de 4 GB de memòria flash |
| GPS i A-GNSS; GLONASS són compatible, si els OEMs decideixen incloure'l                                                                       |
| Suport per a micro-USB 2.0 |
| Jack d'auriculars estèreo de 3.5 mm amb suport de detecció de tres botons                                                                     |
| Càmera AF posterior amb flaix LED opcional o Xenon, càmera frontal opcional (ambdós han de ser VGA o superior) i el botó dedicat de la càmera |
| Els sensors de l'acceleròmetre, de proximitat i de llum ambiental, així com el motor de vibració (magnetòmetre i giroscopi són opcionals)     |
| 802.11b/g i Bluetooth (802.11n és opcional)                                                                                                   |
| Suport del maquinari dels gràfics DirectX amb acceleració de maquinari per a Direct3D mitjançant GPU programable                              |
| Pantalla tàctil multitáctil amb un mínim de quatre punts simultanis                                                                           |

## Recepció
Els revisors generalment van elogiar l'augment de les capacitats de Windows Phone 8, però van assenyalar la selecció d'aplicacions més petita en comparació amb altres telèfons. Brad Molen de Engadget va esmentar que "Windows Phone 8 és precisament el que volíem veure sortir els de Redmond en primer lloc," i va elogiar la pantalla d'inici més personalitzable, la compatibilitat amb Windows 8 i la millora del suport NFC. Tanmateix, Molen també va notar el inconvenient de la manca d 'aplicacions a la Windows Phone Store. The Verge va donar al sistema operatiu una classificació de 7.9 / 10, afirmant que "Redmond està presentant una de les històries ecosistèmiques més atractives del negoci ara", però va criticar la manca d'un centre de notificacions unificat. Alexandra Chang de Wired va donar a Windows Phone 8 un 8/10, i va notar millores en les característiques que anteriorment mancaven de Windows Phone 7, com el suport del processador multinucli, una navegació més ràpida a Internet i el canvi de Bing Maps a Nokia Maps, però també va criticar la menor selecció d'aplicacions.

### Ús
IDC va informar que en el primer trimestre de 2013, el primer trimestre complet on WP8 estava disponible per a la majoria dels països, la quota de mercat de Windows Phone va pujar al 3,2% del mercat mundial de telèfons intel·ligents, cosa que va permetre que el sistema operatiu superés a BlackBerry OS com el tercer sistema operatiu mòbil per ús.
Aproximadament un any després de l'alliberament de WP8, Kantar va informar a l'octubre de 2013 que Windows Phone va créixer la seva quota de mercat substancialment al 4,8% als Estats Units i al 10,2% a Europa. Estadístiques semblants de Gartner per al Q3 2013 van indicar que la quota de mercat global de Windows Phone va augmentar un 123% en el mateix període del 2012 fins al 3,6%.
El primer trimestre del 2014, l'IDC va informar que la quota de mercat global de Windows Phone ha baixat fins al 2,7%.